# إلوب
الإلوب (الاسم العلمي: Elops) هو جنس من الأسماك يتبع الفصيلة الإلوبات من رتبة الإلوبيات.

## أنواع الإلوب
- إلوب متقارب
- إلوب هاواي
- إلوب غرب أفريقي
- إلوب خني
- إلوب عظائي
- إلوب سنغالي
- إلوب سميثي